# Puente de Puentedura
El puente de Puentedura se encuentra en la localidad española de dicho nombre, en la provincia de Burgos. Situado en el centro de Puentedura, atraviesa el río Arlanza. Es del siglo XIII y a lo largo del tiempo ha recibido varias transformaciones.

## Historia
Este puente tiene origen medieval y conserva restos del siglo XI-XII. Al ser un paseo público, tuvo sucesivas transformaciones desde el siglo XVII. El mayor interés de intervención fue a lo largo del siglo XVIII. Se han localizado documentos relativos a las intervenciones de Diego de la Rivera y Martín de la Lombera decisivamente en 1734 y 1742. En 1739 hubo una gran crecida que arruinó el arco principal. En 1865 el ingeniero Juan Bautista Basabe, proyecta la reconstrucción del malecón de defensa para prevenir inundaciones y asegurar la conservación de su fábrica que se efectuó dos años más tarde.

## Descripción
Tiene una longitud de 90 metros, 5 metros de ancho y 7,4 metros de altura. Sus vanos, apuntados y de medio punto con bóvedas de cañón, alcanzan una luz entre 5,1 y 13,7 metros. Su origen es gótico aunque ha experimentado sucesivas transformaciones del 1734 y 1742.
- Datos: Q59517353
- Multimedia: Bridge of Puentedura / Q59517353